# 경모궁
경모궁(景慕宮)은 대한민국 서울특별시 종로구에 위치한 사적이다. 사도세자(장조)의 사당이 있던 곳으로, 지금의 서울대학교 의과대학 부속병원 부근 일대에 해당한다. 처음엔 남쪽에 함춘원(含春園)이 따로 있었으나 현재는 둘 모두 합쳐 서울 경모궁지로 관리된다. 서울 경모궁지는 함춘원지라는 이름으로 1973년 대한민국의 사적 237호에 지정되었다가 2011년에 현재의 이름으로 바뀌었다. 현재는 함춘문(含春門)과 석단(石壇)만이 남아 있다.

## 역사
영조 40년(1764)에 북부 순화방(順化坊)에 있던 사도세자(思悼世子)의 사당인 수은묘(垂恩廟)를 이곳에 옮겨 지었고, 영조 52년(1776년)에 정조가 즉위하자 수은묘를 경모궁으로 고쳐 불렀다. 이때 정조가 친히 편액(扁額)을 써 달았으며, 서쪽에 일첨(日瞻)·월근(月覲)의 두 문을 내어 창경궁 쪽의 문과 서로 통할 수 있게 하였다. 정조 9년(1785년) 8월에 경모궁과 사도세자의 원묘(園墓)에 대한 의식절차를 적은 〈궁원의(宮園儀)〉를 완성하는 등 이 일대를 정비하였다. 헌종 5년(1839년) 12월에 봉안각(奉安閣)이 소실되었으나 곧 중건되었다.
광무 3년(1899) 8월에 사도세자를 장종(莊宗)으로 존호를 올리면서 경모궁에 있던 장종의 신위를 종묘(宗廟)로 옮기게 되자 경모궁은 그 기능을 잃게 되었다. 이로 인해 경모궁 내에 있던 망묘루(望廟樓)는 북부 순화방에 있던 장종의 생모 영빈(暎嬪) 이씨의 사당인 선희궁(宣禧宮) 경내로 옮기고 이름을 평락정(平樂亭)이라 하고, 망묘루에 있던 정조·순조·익종·헌종·철종의 어진(御眞)을 옮겨 봉안하였다. 또한 경모궁의 이름도 경모전(景慕殿)으로 고쳤다. 광무 4년(1900년)에는 경모궁 터에 태조·세조·성종·숙종·영조·순조의 6성조 어진을 봉안하던 곳인 영희전(永禧殿)을 옮겨 세웠다. 그 뒤 일제강점 후 함춘원 옛 터, 즉 경모궁 일대에 경성제국대학이 세워지면서 원래의 모습을 대부분 잃어버렸고, 더욱이 한국전쟁으로 옛 건물이 불타 원 모습을 알아보기 어렵게 되었다.

## 참고 문헌
본 문서에는 서울특별시에서 지식공유 프로젝트를 통해 퍼블릭 도메인으로 공개한 저작물을 기초로 작성된 내용이 포함되어 있습니다.